# Pieczatniki (stacja metra)
Pieczatniki (ros. Печатники) – stacja moskiewskiego metra linii Lublinsko-Dmitrowskiej (kod 155). Nazwa stacji pochodzi od nazwy rejonu Pieczatniki w południowo-wschodnim okręgu administracyjnym Moskwy, gdzie jest położona. Wyjścia prowadzą na ulice Szossejnaja, Gurjanowa i Polbina.

## Konstrukcja i wystrój
Jednopoziomowa, trzynawowa, płytka stacja kolumnowa z jednym peronem, jest to ostatnia stacja zbudowana według tego projektu. Podzielona została na strefę dla pasażerów z białymi ścianami, kolumnami z różowego marmuru i zdobionymi lampami oraz strefę pociągów z zielonym i czarnym marmurem na ścianach. Podłogi wyłożono czarnym, szarym i czerwonym granitem. Westybul stacji, wykończony w bieli i czerwieni, zawiera metalową płaskorzeźbę przedstawiającą Moskwian podczas pracy i odpoczynku (ros. Труд и отдых москвичей).